# Рей Романо
Реймънд Албърт (Рей) Романо е американски актьор и комик, носител на награда Еми и може би най-известен с ролята си на Реймънд Бароун в един от най-успешните комедийни сериали – „Всички обичат Реймънд“. Участва и в сериала „Мъже на средна възраст“.

## Кариера
Романо участва благотворително в двехилядния епизод на телевизионната игра Стани богат в САЩ като печели 125 000 долара в полза на Полицейското управление в Ню Йорк, където неговият по-голям брат Ричард е сержант.

## Личен живот
Романо се жени за съпругата си Анна през 1987 г. Двамата имат четири деца – дъщеря на име Александра (родена през 1990 г.), синове близнаци – Матю и Грегъри (родени през 1993 г.) и син на име Джоузеф Реймънд (роден през 1998 г.).

## Роли
- Ледена епоха: Големият сблъсък (2016) – Мани (глас)
- Ледена епоха 4: Континентален дрейф (2012) – Мани (глас)
- Офисът (2011) – Мърв Бронт
- Мъже на средна възраст (2009 – 2011) – Джо Транели
- Ледена епоха 3: Зората на динозаврите (2009) анимационен филм – Манфред
- Хана Монтана (2008) – Себе си
- До смърт (2007) – Гост в италианския ресторант
- Ледена епоха 2: Разтопяването (2006) анимационен филм – Манфред
- Голямата сделка (2006) филм – Морис
- Eulogy (2004) филм – Скип Колинс
- Добре дошли в Музпорт (2004) филм – Харолд „Хенди“ Харисон
- Ледена епоха (2002) анимационен филм – Манфред
- Семейство Симпсън (2005) телевизионен сериал – Рей Магини (играе въображаем приятел на Хоумър Симпсън)
- Бекър (1999) (гост) телевизионен сериал – Реймънд Бароун
- Козби (1997) (гост) телевизионен сериал – Реймънд Бароун
- Гувернантката (1998) (гост) телевизионен сериал – Реймънд Бароун
- Кралят на квартала (1998 – 2005) (гост) телевизионен сериал – Реймънд Бароун
- Всички обичат Реймънд (1996 – 2005) телевизионен сериал – Реймънд Бароун